# Gmina Jaświły
Die Gmina Jaświły (litauisch Jašvilių valsčius) ist eine Landgemeinde im Powiat Moniecki der Woiwodschaft Podlachien in Polen. Ihr Sitz ist das gleichnamige Dorf mit etwa 580 Einwohnern.

## Gliederung
Zur Landgemeinde Jaświły gehören folgende Ortschaften:
Bagno
Bobrówka
Brzozowa
Brzozowa-Kolonia
Dolistowo Nowe
Dolistowo Stare
Dolistowo-Kolonia
Dzięciołowo
Gurbicze
Jadeszki mit Stożnowo
Jaświłki
Jaświły
Mikicin
Mikicin-Kolonia
Mociesze
Moniuszki
Piaski
Radzie
Romejki
Rutkowskie Duże
Rutkowskie Małe
Starowola
Szaciły
Szpakowo
Zabiele